# Leutraquelle in Weimar

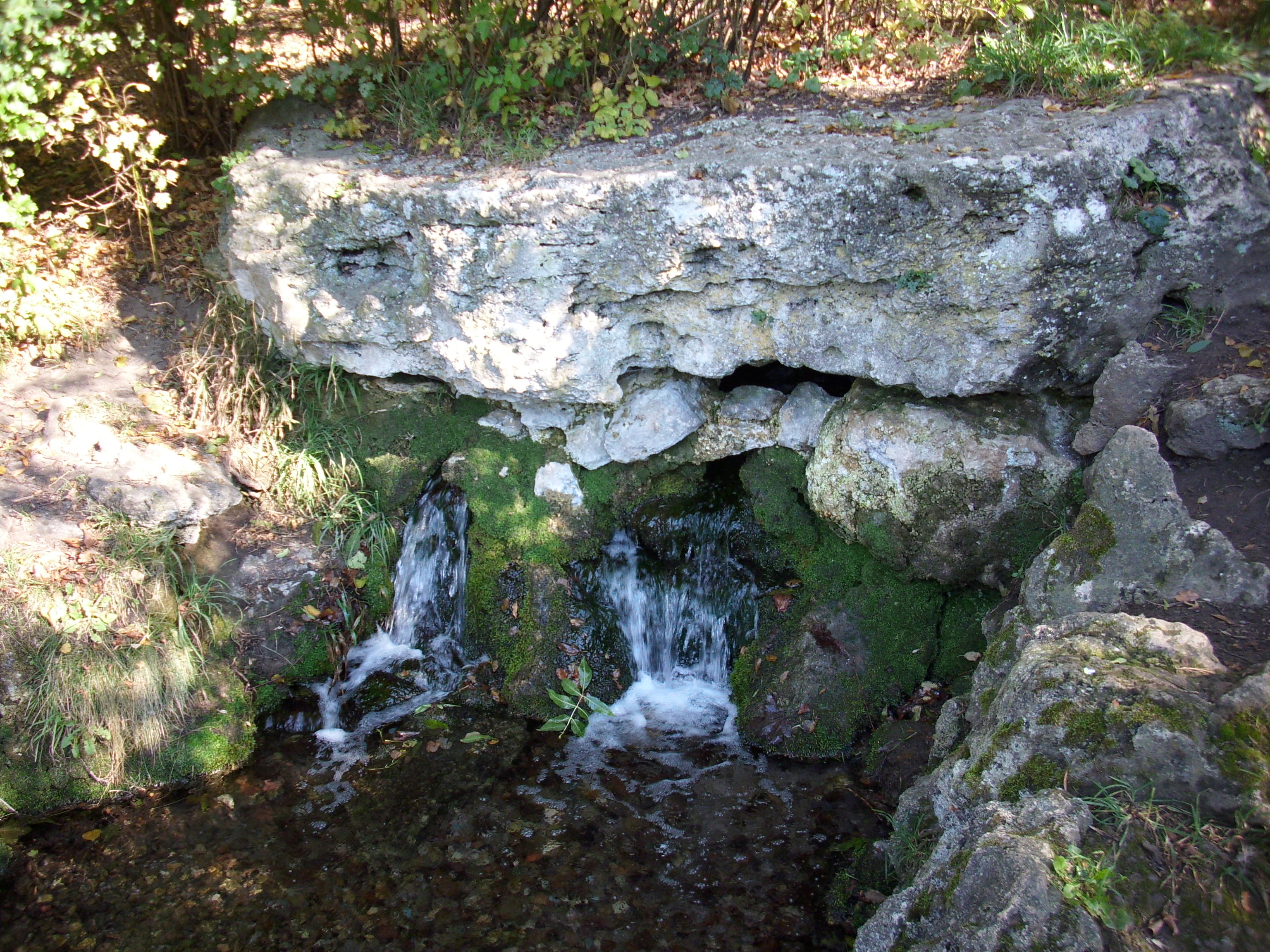
Leutraquelle oder Läuterquelle

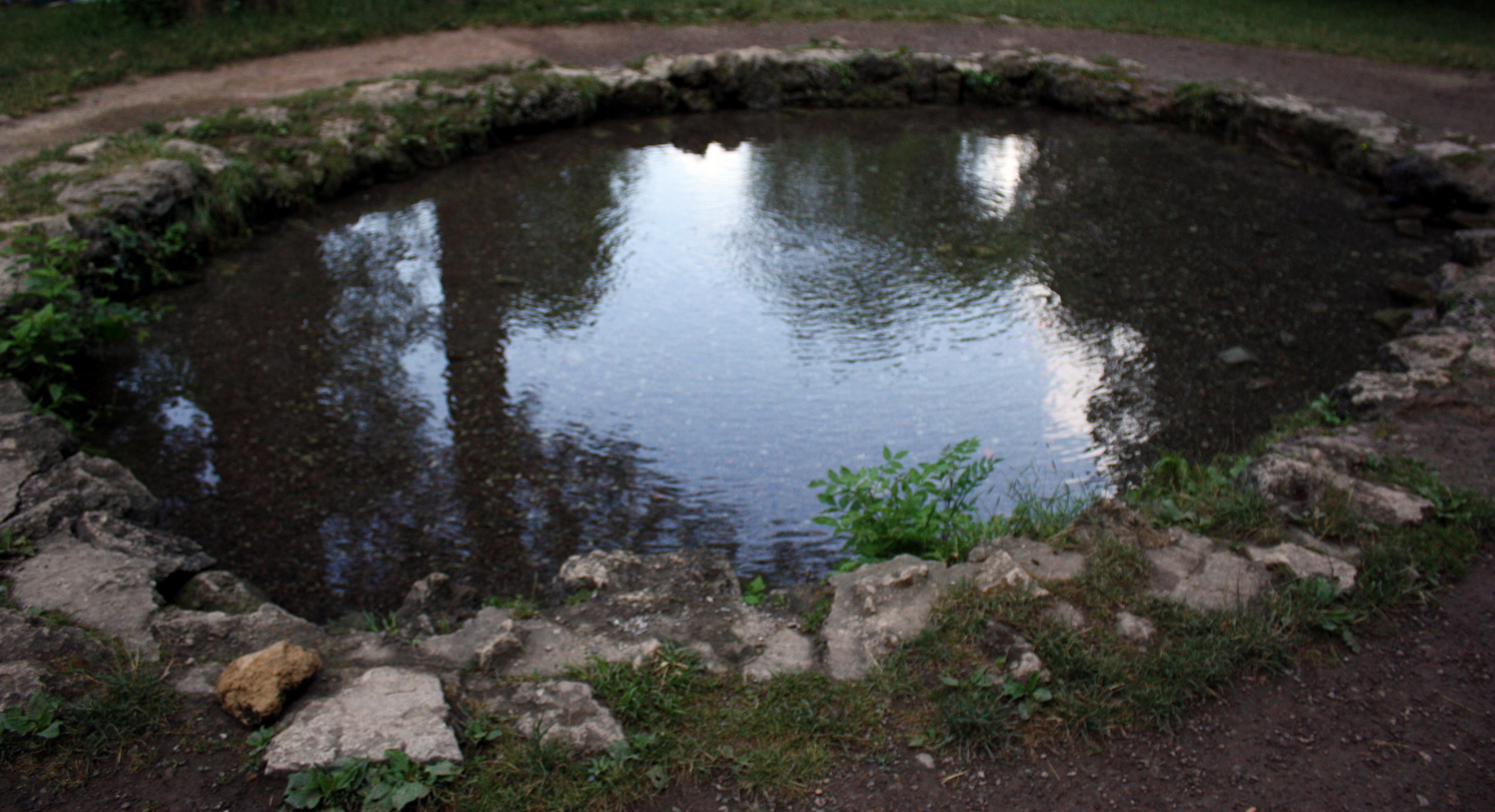
Ochsenauge oder Sprudelquelle

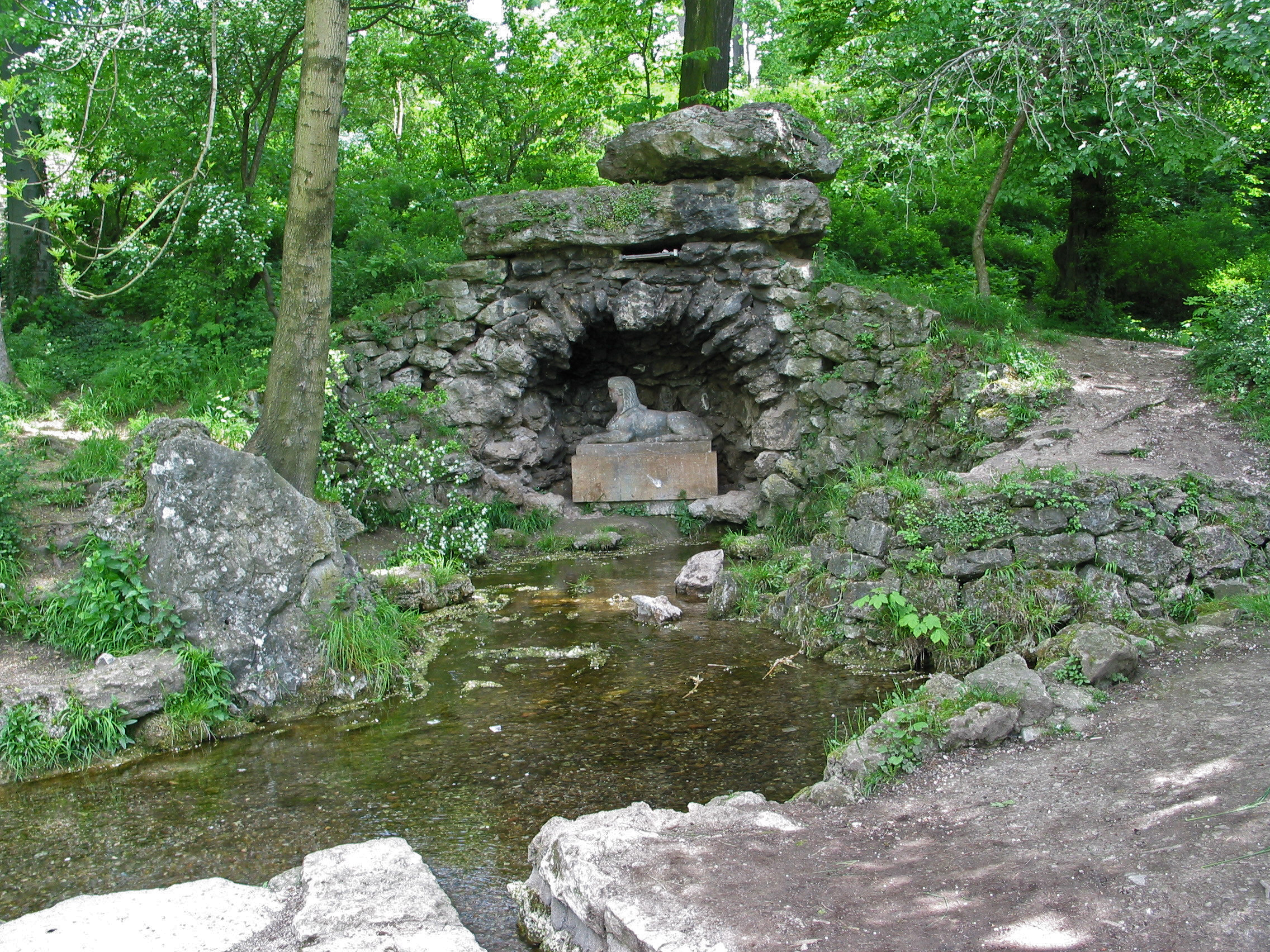
Sphinxgrotte

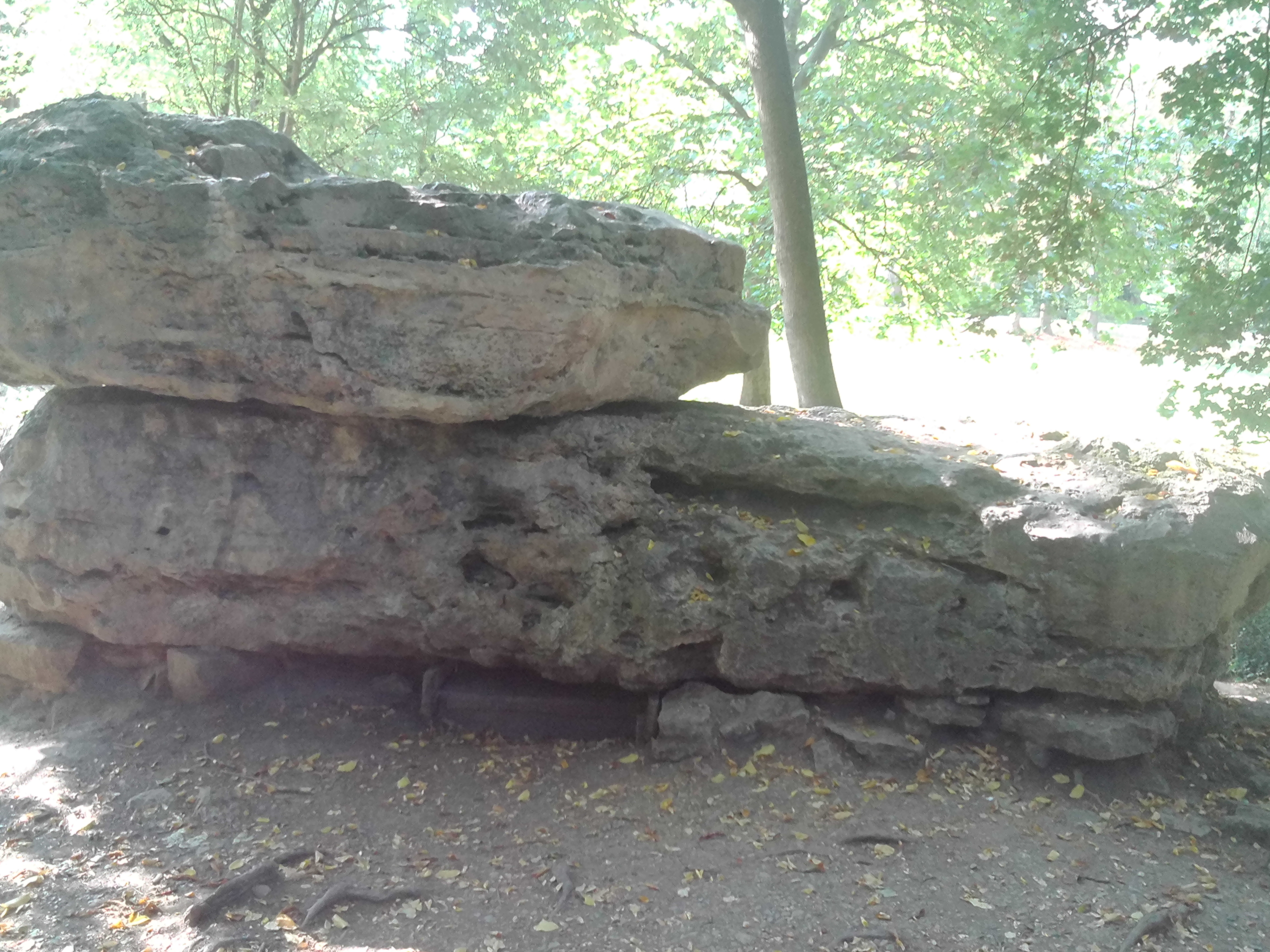
Obere Steine der Sphinxgrotte vom Horn aus gesehen

Die Leutraquellen (auch Läutraquelle oder Läuterquelle) sind drei Karst- und Verwerfungsquellen der Leutra im Park an der Ilm in Weimar. Die Quelle befindet sich rechts der Ilm südlich der Sternbrücke am Fuße des Horns. Zwei der Quellen wurden Ende des 18. Jahrhunderts künstlerisch als Sphinxgrotte und als sogenanntes Ochsenauge gestaltet. Die Sphinxgrotte wurde 1784 auf Geheiß von Herzog Carl August von Martin Gottlieb Klauer errichtet, der sie nach Entwürfen von Georg Melchior Kraus schuf. Das Ensemble gehört zu den ältesten Anlagen im Park und ist heute Teil des Weltkulturerbes „Klassisches Weimar“.

## Geologie

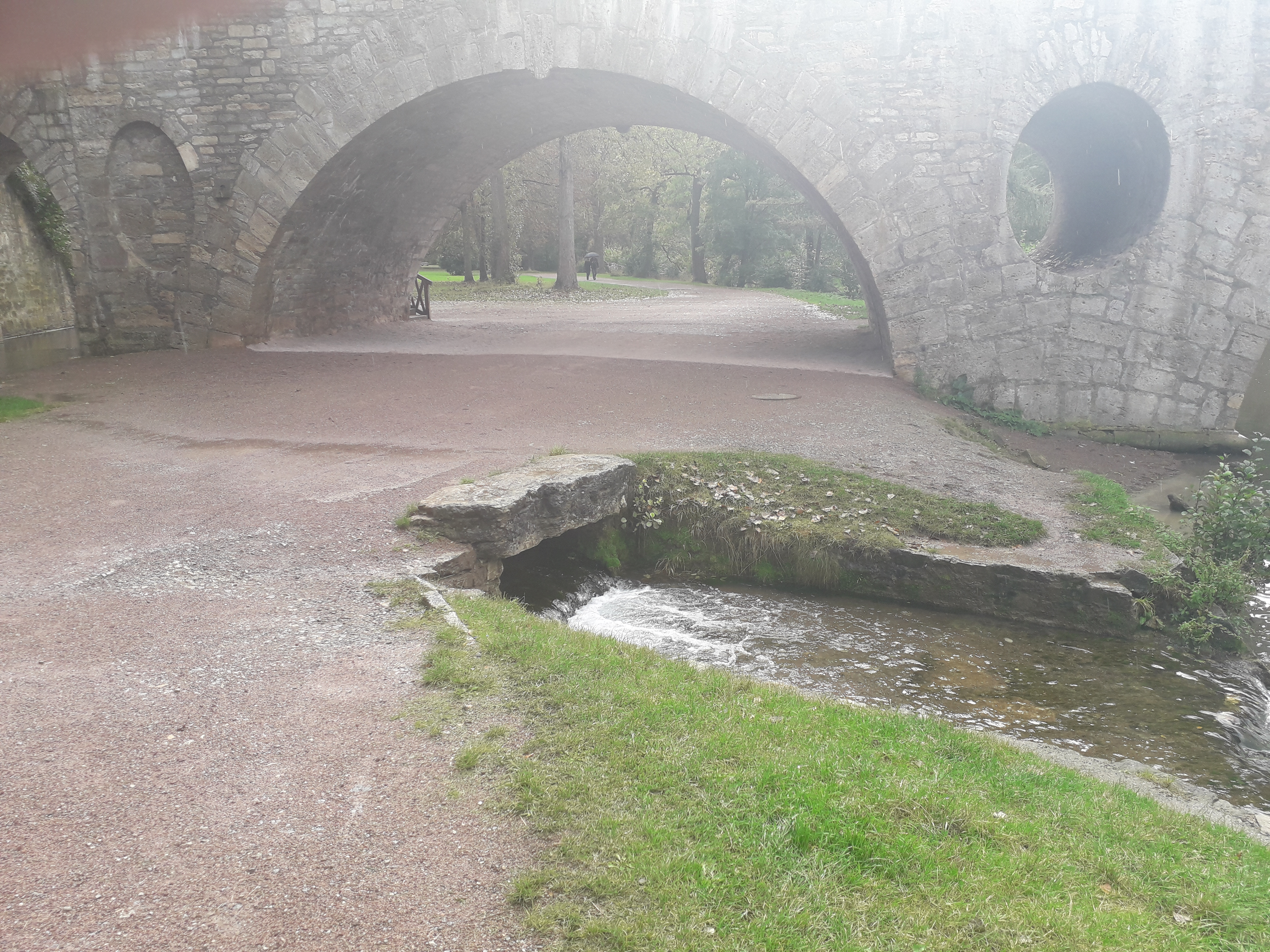
Mündung der Leutra in die Ilm

Die drei Karst- und Verwerfungsquellen sind Aufstiege kalkhaltiger Wässer aus den geologischen Verwerfungen am Rande des Ilmtalgrabens. Der aus ihnen resultierende Bach, die Leutra ist nur wenige Meter lang und mündet als rechter Zufluss nahe der Sternbrücke in die Ilm. Der Leutrabrach ist ab der Sphinxgrotte bis zur Mündung größtenteils verdolt. Er hat die konstante Temperatur von 8,5 °C. Diese Quellen sind Teil eines Karstquellen- und Höhlensystems im Park an der Ilm und darüber hinaus. Eine Übersicht hierzu hat der Geologe Walter Steiner erstellt. Steiner schrieb zudem eine Monographie über den geologischen Untergrund von Weimar.

## Geschichte
Sie wurde 1786 nach einem Entwurf des Hofmalers Georg Melchior Kraus vom Hofbildhauer Martin Gottlieb Klauer auf Geheiß von Carl August erbaut. Die auf einem großen Quader ruhende Sphinx wurde nach ägyptischem Vorbild geschaffen und bestand im Original aus Berkaer Sandstein, während die Grotte aus Travertin errichtet wurde. Bereits 1833 wurde die Sphinx restauriert. Die Vorarbeiten begannen bereits Ende 1783 östlich des Floßgrabens mit dem Erdaushub, dort wo einst ein Brunnen sich befand und noch heute ein kleiner Wasserfall sich befindet. Für diesen Waschbrunnen hat sich die Bezeichnung Läuterquelle eingebürgert. Georg Melchior Kraus hat auch das in mehreren Zeichnungen festgehalten. Mit der Grotte selbst wurde 1784 begonnen. Dieses Ensemble gehört zu den ältesten Gestaltungselementen des Parks und befindet sich unweit von Goethes Gartenhaus am Stern. Im Park befindet sich eine Kopie, während sich das Original seit 2012 im Römischen Haus befindet. Es war auch einmal ein Wasserfall vorhanden, den ein im Floßgraben angelegtes Pumpwerk betrieb. Ein 1797 von Kraus geschaffener Stich zeigt diesen Wasserfall, welcher in den Leutrabach fließt und wie ein Schleier vor der Sphinxgrotte wirkt. An der Mündung des Wasserfalls der Läutra in den Floßgraben wurde 1788 ein Basrelief mit der Darstellung badender Nymphen mit dem Triton und Dreizack, ein Werk Klauers aufgestellt. Ein Stich z. B. von 1801 von Konrad Horny, wie es 1795 aussah, zeigt dies. Auch von Georg Melchior Kraus ist dieses 1792 zu finden. Doch dieses Relief ist nicht mehr vorhanden; laut Wolfgang Huschke wurde es 1788 aufgestellt, doch bereits 1798 wieder entfernt. Unweit davon befindet sich das südliche Wegekreuz am Stern, wo eine 1791 von Kraus entworfene und von Friedrich Wilhelm Eugen Döll in Gips geformte und von Klauer in Ton gebrannte Faun- und Pan-Statue aufgestellt wurde. Auch diese ist nicht mehr existent. Auch der Wasserfall verschwand mit diesen zwischen 1798 und 1800. In einer weiteren Zeichnung von Georg Melchior Kraus von 1801 ist die Sphinxgrotte bereits ohne den Wasserfall dargestellt. Überhaupt ist die Leutraquelle mit Sphinxgrotte nicht selten von Kraus gezeichnet worden, wie die Sammlungen nicht nur in Weimar, sondern u. a. auch im Städelmuseum in Frankfurt am Main oder im Goethe-Museum (Düsseldorf) beweisen. Kraus hielt auch fest, wie die eigentliche Läuterquelle, die einst ein Waschbrunnen war, in dieser Eigenschaft ausgesehen hatte. 

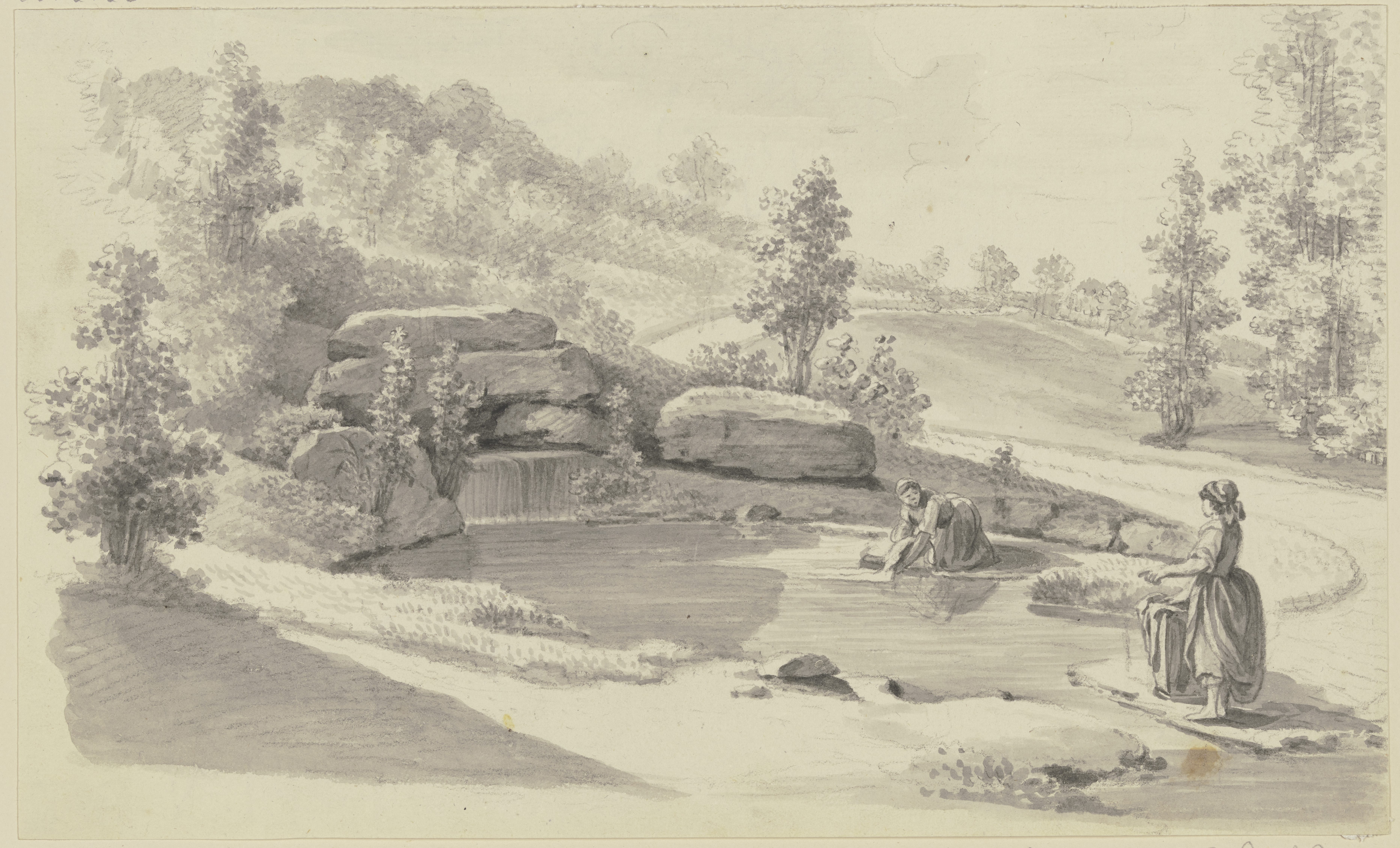
Leutraquelle gezeichnet von Georg Melchior Kraus

 Er zeichnete zwei junge Frauen beim Wäschewaschen dort, bevor die Umbauten dort begannen. Eine solche Zeichnung befindet sich im Städelmuseum Frankfurt. Das Motiv kehrte bei Kraus 1805 wieder, als er ebenfalls zwei junge Wäscherinnen mit einem Hund zeichnete. 

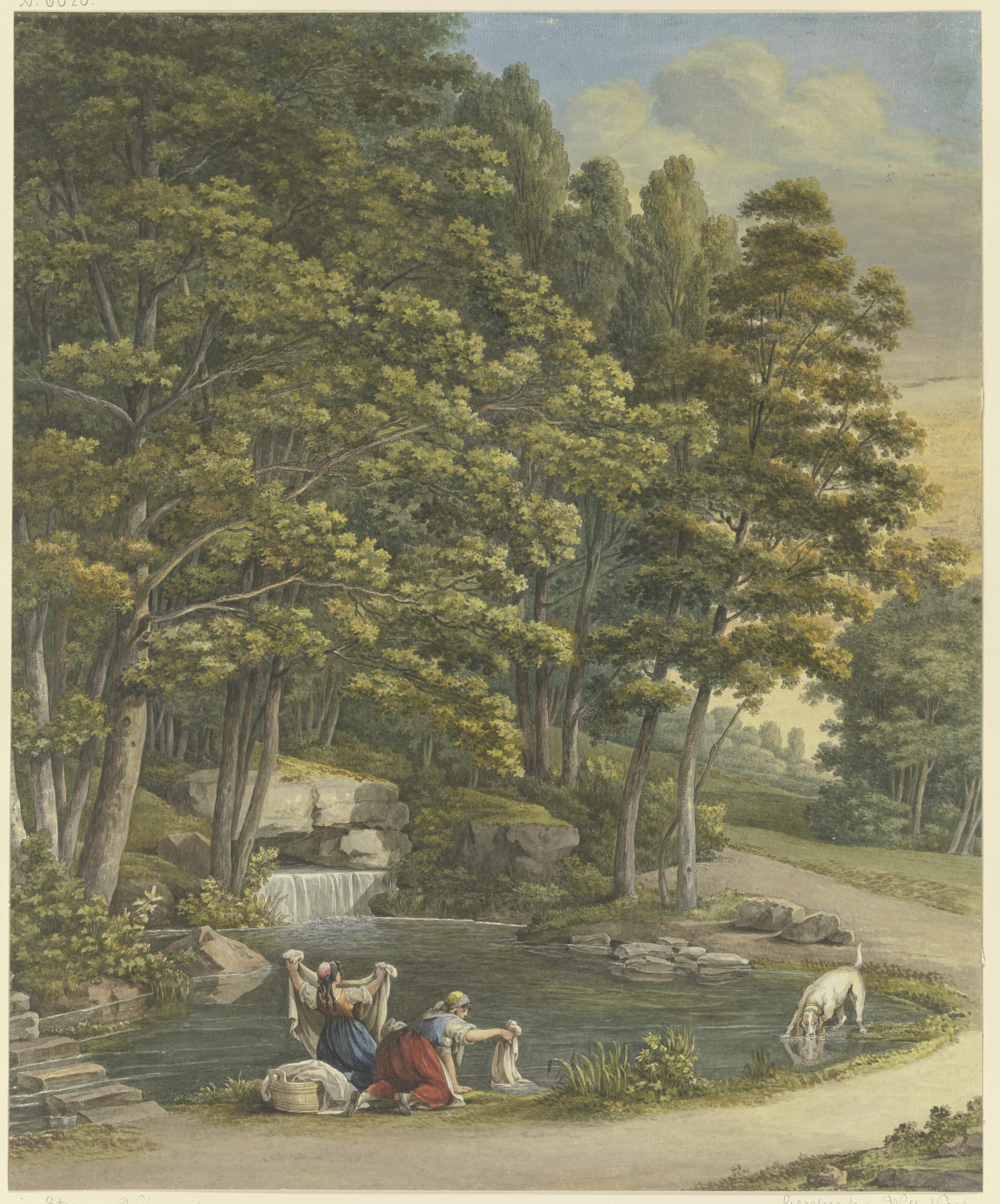
Leuterquelle im Park zu Weimar

 Das ist ebenfalls im Städelmuseum Frankfurt vorhanden.

Der Bach ist eigentlich nur wenige Meter lang. Die Quelle(n) der Leutra oder auch der Läutra, eines direkt in die Ilm unweit der Sternbrücke einmündenden kleinen Bachs, wird durch die Sphinxgrotte umrahmt. Das war nicht immer so, denn vormals floss der Leutrabach in den Floßgraben, der nicht mehr existiert, da er bereits 1798–1801 bis zur Sternbrücke verfüllt wurde. Der erhalten gebliebene Unterlauf des Grabens wurde nunmehr zu dem Unterlauf der Läuter. Ihren Namen hatte dieser Bach und damit die Quelle von dem ungewöhnlich klaren Wasser, weshalb dieser ja als Waschbrunnen Verwendung fand. Das rührt daher, dass diese Wasser aus der Tiefe als Spaltenquellen in einer geologischen Störung aufsteigen. Ihre Temperatur liegt daher auch konstant bei 8,5 °C. Die runde Form der Umfassung des sog. Ochsenauge, welcher ein ummauerter Quelltrichter ist, ist auch oberirdisch über eine Rinne mit dem Leutrabach verbunden. Das Ochsenauge oder die Sprudelquelle selbst mit seiner kreisrunden Einfassung dürfte später um 1799–1800 entstanden sein, auch wenn keine Zeichnungen dieser Zeit existieren, die das zeigen. Ein Plan des Ilmparks von Johann Friedrich Lossius von 1790 lässt zwar die Läuterquelle und den Läuterbach erkennen wie auch die Sphinxgrotte, nicht aber das Ochsenauge oder die Sprudelquelle. Lossius hätte den Quelltrichter sicher auch vermerkt. Wenige Meter neben der Sphinxgrotte entspringt die Sprudelquelle. Eine der frühesten kartographische Erfassungen, welche die Existenz des Ochsenauges bezeugt und damit ihr Vorhandensein dokumentiert, stammt aus dem Jahr 1808 von Franz Ludwig Güssefeld auf einen Plan des Ilmparks. 

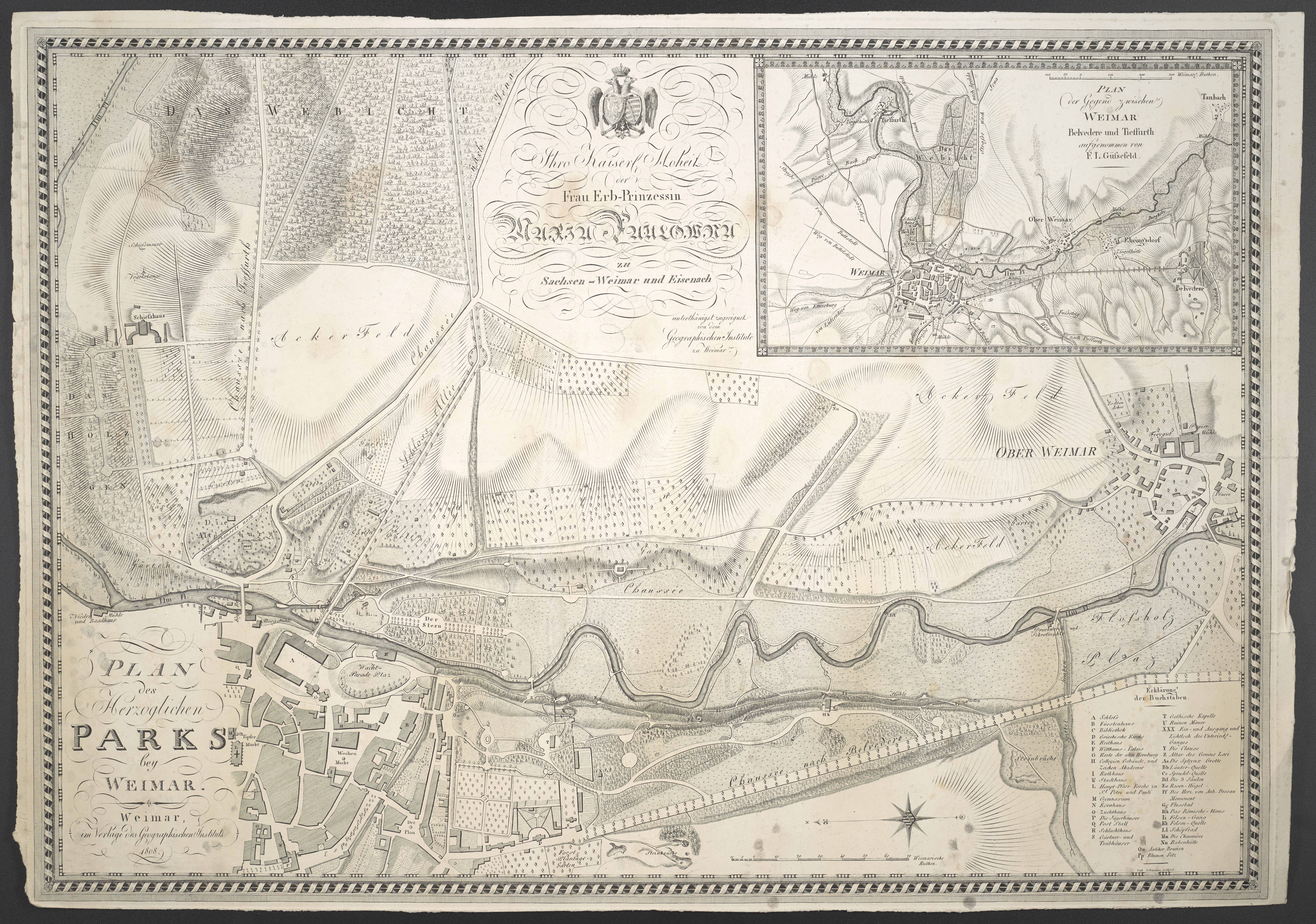
Plan des Weimarer Ilmparks von Franz Ludwig Güssefeld

 An der Stelle verzeichnet Güssefeld die „Sprudelquelle“. Außerdem ist der Verlauf des Leutrabaches verändert, weil der Floßbach verfüllt wurde, womit schließlich die Veränderung der Wegführung in diesem Bereich einherging. Die älteste kartographische Erfassung mit veränderten Wegen und bereits verändertem Verlauf der Läutra wie auch mit dem Ochsenauge dürfte von Johann Valentin Blaufuß aus dem Jahr 1799 stammen. Ein weiterer Plan von Johann Valentin Blaufuß aus dem Jahr 1824 zeigt das Ochsenauge in einer Pflanzenumrahmung deutlicher. Auf diesen Plan wird die Quelle des Ochsenauges auch als Sprudelquelle bezeichnet. Bevor die Leutra verlegt und das Ochsenauge angelegt wurde, war der Mündungsbereich der Leutra in den Floßgraben, wo auch die Sprudelquelle entsprungen war. Die Darstellungen des Mündungsbereiches u. a. von Kraus und Horny lassen keine Zweifel daran zu, wenn man die Lagepläne von Lossius, Blaufuß und Güssefeld berücksichtigt. Der Mündungsbereich des Leutrabaches in den Floßgraben wurde wasserfallartig gestaltet. Dieses behielt man bei der Verlegung des Leutrabaches bei, der nahe der Sternbrücke in die Ilm fließt. Zu bemerken ist, dass auch in der neueren Literatur die Bezeichnung der Leutraquellen gelegentlich fehlerhaft ist, obgleich die kartographischen Bezeichnungen schon aus dem 18. und 19. Jahrhundert eigentlich Verwechslungen gar nicht gestatten. Diese fehlerhaften Zuweisungen geschahen in dem von der Klassikstiftung Weimar herausgegebenen Buch zum Ilmpark nicht.
Die Bedeutung der Grotte als Parkelement war laut Wolfgang Huschke „ganz dem empfindsamen Geist der Zeit entsprechend, den Beschauer in eine melancholische Stimmung zu versetzen“. Die Wirkung des Blickes in die schauerliche Felsenwohnung durch den Schleier des ehemaligen Wasserfalles dürfte noch verstärkt worden sein. Diese Stelle soll der Legende nach ein bevorzugter Aufenthaltsort des Komponisten Franz Liszt gewesen sein. Von dem zur Weimarer Malerschule zuzurechnenden Maler Franz Gustav Arndt gibt es im Liszt-Haus Weimar ein Bild, welches sich auf ein Musikwerk Liszt’s, die Consolation’s (Tröstungen) bezieht. Ein Detail im linken Bildhintergrund könnte als grottenartig verstanden werden und somit auf die Legende verweisen, dass die Sphinxgrotte Liszt`s bevorzugter Aufenthaltsort gewesen sein soll. Doch das ist hier nicht gemeint! Möglicherweise hat die Legende etwas mit Liszt`s Zugehörigkeit zur Freimaurerei zu tun. Dass indes die Errichtung der Sphinxgrotte mit freimaurerischen Aktivitäten in Verbindung steht, ist deshalb eher unwahrscheinlich, weil die Weimarer Freimaurerloge Anna Amalia zu den drei Rosen bereits 1782 ihre Arbeit eingestellt hatte.